# Capicua (cantora)
Ana Matos Fernandes (Porto, 1982), mais conhecida pelo monónimo Capicua é uma rapper e escritora portuguesa. Vincou o seu nome no panorama musical português, e como MC, com temas como "Vayorken" e "Maria Capaz". Pelo seu terceiro álbum, Madrepérola, venceu o Prémio José Afonso em 2021.

## Biografia
Ana Matos Fernandes nasceu no Porto nos anos 80. Em pequena ouvia cantautores de Abril, tais como Fausto Bordalo Dias, José Mário Branco, Sérgio Godinho e Zeca Afonso. Descobriu a cultura Hip hop em 2015, quando começou a fazer graffiti (com o tag Odd) e a participar em festas de rap. Fez a licenciatura em Sociologia no ISCTE e o doutoramento em Geografia Humana em Barcelona, mas o que sempre quis fazer foi música.

### Carreira musical
Syzygy é o seu primeiro EP, no qual colaborou com Marta Bateira (sob o nome M7), Maria e D-One. O segundo EP, Mau Feitio, doi lançado no ano seguinte, com D-One e Auge.
Em 2012 editou o seu primeiro LP, Capicua que foi considerado um dos melhores do ano. Com o sucesso do disco, sua música alcançou um público mais alargado, sendo falada em todos os meios de comunicação portugueses e conseguindo assim profissionalizar-se na música. Faz, também, desde aí, diversas participações com outros artistas, incluindo Sérgio Godinho, Sam the Kid e DJ Ride. Uma da músicas neste álbum vai inspirar o nome da plataforma feminista criada por Rita Ferro Rodrigues e Iva Domingues em 2014. Com o nome Capazes, pretende "promover a informação e a sensibilização da sociedade civil para a igualdade de género, defesa dos direitos das mulheres e empoderamento das mesmas".
Em 2014 editou Sereia Louca, o segundo álbum, no qual colabora novamente com M7, entre outros. Este álbum foi um dos seus maiores êxitos, e a música Vayorken uma das mais populares.
Em 2015 lançou Medusa, um álbum de remisturas com dois temas originais, e que contou com a participação de Valete, M7 e DJ Ride. O seu trabalho é grandemente influenciado pelos poetas portugueses, em especial a poesia de Sophia de Mello Breyner, que incluiu neste álbum.
No ano seguinte publicou Mão Verde, um álbum e livro para crianças com música de Pedro Geraldes, dos Linda Martini.
Em 2017 colaborou com os rappers brasileiros Emicida, Rael e Valete no álbum Língua Franca. No mesmo ano, recebeu o Prémio José da Ponte, atribuído pela SPA a jovens autores e, a convite da Antena 3, apresentou o programa Duas de Letra, onde semanalmente conversava com letristas convidados.
Em 2021 lançou Madrepérola, o seu terceiro LP, que incluiu vários convidados, e onde abordou temas de machismo e gentrificação. O título do álbum alude à maternidade, e foi escrito e gravado enquanto Capicua estava grávida. O álbum foi vencedor do Prémio José Afonso.
A 8 de março de 2024, no dia internacional da mulher, Capicua estreou a canção Que Força é Essa Amiga, adaptação da composição de Sérgio Godinho, com que se debruça sobre "o trabalho doméstico e reprodutivo, habitualmente garantido pelas mulheres".
A 20 de março de 2025 lança o seu quarto LP, Um Gelado Antes do Fim do Mundo num concerto no Teatro Tivoli, com a edição do álbum no dia seguinte, com o single de estreia Making teenage Ana proud lançado a 30 de janeiro do mesmo ano.

#### Letrista de fado
Em 2013 participou como letrista no álbum de estreia de Gisela João, com a letra para (A casa da) Mariquinhas, adaptação de um clássico do fado cuja interpretação mais famosa é a de Alfredo Marceneiro, onde fazia alusão à crise económica. Capicua iria escrever de novo outra letra para esta melodia em 2021, lançada em 2023, de novo para a mesma intérprete. A nova letra chama-se O Hostel da Mariquinhas, e aborda o tema da crise da habitação em Portugal. Colaborou ainda com Gisela João no seu segundo álbum, Nua, de 2016, com a letra do fado Noite de São João.
No inverno de 2022-2023 começou a trabalhar com a fadista Aldina Duarte, acabando por escrever as onze letras para o seu álbum Metade-Metade, lançado em 2024.

### Carreira literária
Em 2021 e 2022 publicou os discos-livros Mão Verde e Mão Verde II, para crianças; o último recebeu uma menção especial no Festival de Literatura Infantojuvenil de Valongo - Onomatopeia, e na primeira edição do Prémio Ibérico Álvaro Magalhães de Literatura Infantojuvenil.
Capicua foi cronista da Revista Visão desde 2015. Em 2022 reuniu as crónicas publicadas nessa revista, poemas, letras de canções e pequenos textos no livro Aquário. Desde 2023 escreve para o Jornal de Notícias.
Em 2023 lançou o livro Cor-de-Margarida, para crianças, inspirado pelas histórias para adormecer o seu filho, que toca em temas como a aceitação das diferenças e o amor-próprio.

## Ativismo
Capicua identifica-se como feminista, ecologista e de esquerda, tendo participado em movimentos como o SOS Racismo e o Partido Socialista Revolucionário.
Participou durante quatro anos no projeto de intervenção social, cultural e artístico "OUPA!", criado em 2014 pela Câmara Municipal do Porto, e integrado no programa "Cultura em Expansão". Esta iniciativa promove a capacitação de jovens através da palavra e da música. O projeto teve início no Bairro do Cerco, no Porto, e depois estendeu-se a Ramalde e Lordelo do Ouro, e contou também com André Tentugal, Gisela Borges e Vasco Mendes.
Capicua participou na Festa do Avante! em 2024

## Vida pessoal
É prima do ator Pêpê Rapazote. Em 2019 teve um filho.

## Discografia
- 2006 - Syzygy (EP)
- 2007 - Mau Feitio (EP)
- 2008 - Capicua goes Preemo (Mixtape Vol.1)
- 2012 - Capicua (LP)
- 2013 - Capicua goes West (Mixtape Vol.2)
- 2014 - Sereia Louca (LP)
- 2015 - Medusa (álbum de remisturas)
- 2016 - Mão Verde (com Pedro Geraldes)
- 2017 - Língua Franca (com Emicida, Rael e Valete)
- 2020 - Madrepérola
- 2021 - Encore (EP ao vivo)
- 2022 - Mão Verde II (com Pedro Geraldes, Francisca Cortesão e António Serginho)
- 2025 - Um gelado antes do fim do mundo[18]

## Livros
- 2016 - Mão Verde (com ilustrações de Matilde Horta)
- 2022 - Mão Verde II (com ilustrações de Mantraste)
- 2022 - Aquário
- 2023 - Cor-de-Margarida

## Reconhecimento
- Em 2022 foi homenageada com um mural na Rua de Recarei, 883 em Matosinhos, da autoria de Daniel Eime.[30][31]